# Skidel
Skidel (biał. Скідзель) – białoruskie miasto położone koło Grodna w rejonie grodzieńskim obwodu grodzieńskiego, 10,7 tys. mieszkańców (2018). Siedziba sielsowietu Skidel (w skład którego nie wchodzi).
Nazwa miejscowości pochodzi najprawdopodobniej od bałtyjskiego słowa „kedelis”, co oznacza „strażnicę” – „czatę” – „posterunek”.
Znajduje się tu stacja kolejowa Skidel na linii Mosty – Grodno.
Miasto jest siedzibą prawosławnego dekanatu skidelskiego oraz dwóch parafii wchodzących w jego skład. Działa tu także rzymskokatolicka parafia Wniebowzięcia Najświętszej Maryi Panny i św. Józefa Rzemieślnika w Skidlu.

## Historia
W czasach I Rzeczypospolitej był centrum targowym, położonym na trakcie z Grodna do Słonimia. Miasto królewskie położone w drugiej połowie XVI wieku w powiecie grodzieńskim województwa trockiego. Od 1796 r. do 1939 Skidel należał do rodu Czetwiertyńskich, którzy na terenie swojego majątku, znajdującego się w północno-wschodniej części miasteczka, wybudowali dwór z założeniem parkowym. W XIX wieku nastąpił upadek miasteczka. Na początku XX wieku 80% mieszkańców stanowili Żydzi.
Za II RP siedziba wiejskiej gminy Skidel. W II Rzeczypospolitej stał się ośrodkiem agitacji komunistycznej.
Według Powszechnego Spisu Ludności z 1921 roku miasto zamieszkiwało 2907 osób, wśród których 122 było wyznania rzymskokatolickiego, 464 prawosławnego, 1 ewangelickiego, 2231 mojżeszowego i 89 mahometańskiego. Jednocześnie 504 mieszkańców zadeklarowało polską przynależność narodową, 359 białoruską, 1.996 żydowską, 35 rosyjską, 11 tatarską, 1 rusińską i 1 litewską. Było tu 388 budynków mieszkalnych.
Społeczność żydowska posiadała w mieście synagogę oraz jesziwę. Przy obecnej ul. Gagarina znajduje się cmentarz żydowski.
W czasie ataku radzieckiego na Polskę, w dniu 18 września 1939 w mieście miała miejsce akcja dywersyjna, znana w terminologii sowieckiej jako „powstanie skidelskie”, zainicjowana przez miejscowych Żydów i Białorusinów, którzy zaatakowali posterunki polskiej policji. Bunt uśmierzyło dopiero przybycie oddziałów Wojska Polskiego z Grodna.
Podczas okupacji hitlerowskiej, we lecie 1941 roku Niemcy utworzyli getto dla żydowskich mieszkańców. Przebywało w nim około 2500 osób. 2 listopada 1942 roku Niemcy ostatecznie zlikwidowali getto. Żydów wywieziono do obozu w Kiełbasinie. 

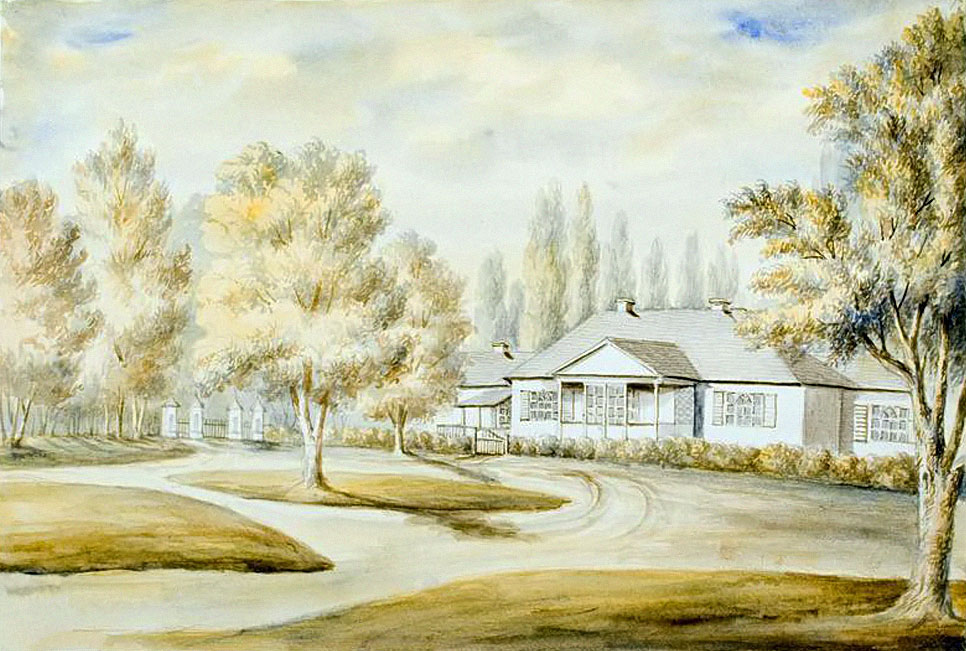
Dwór w Skidlu w latach 60. XIX w.
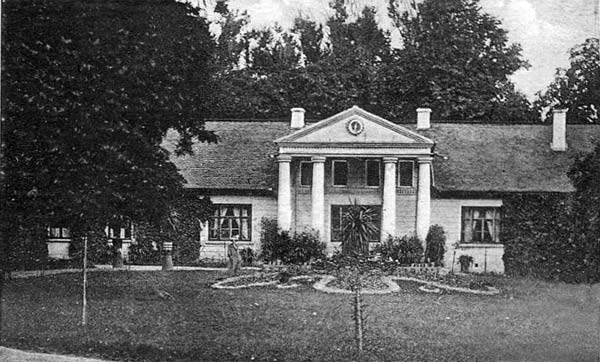
Dwór Czetwertyńskich w 1920 r.
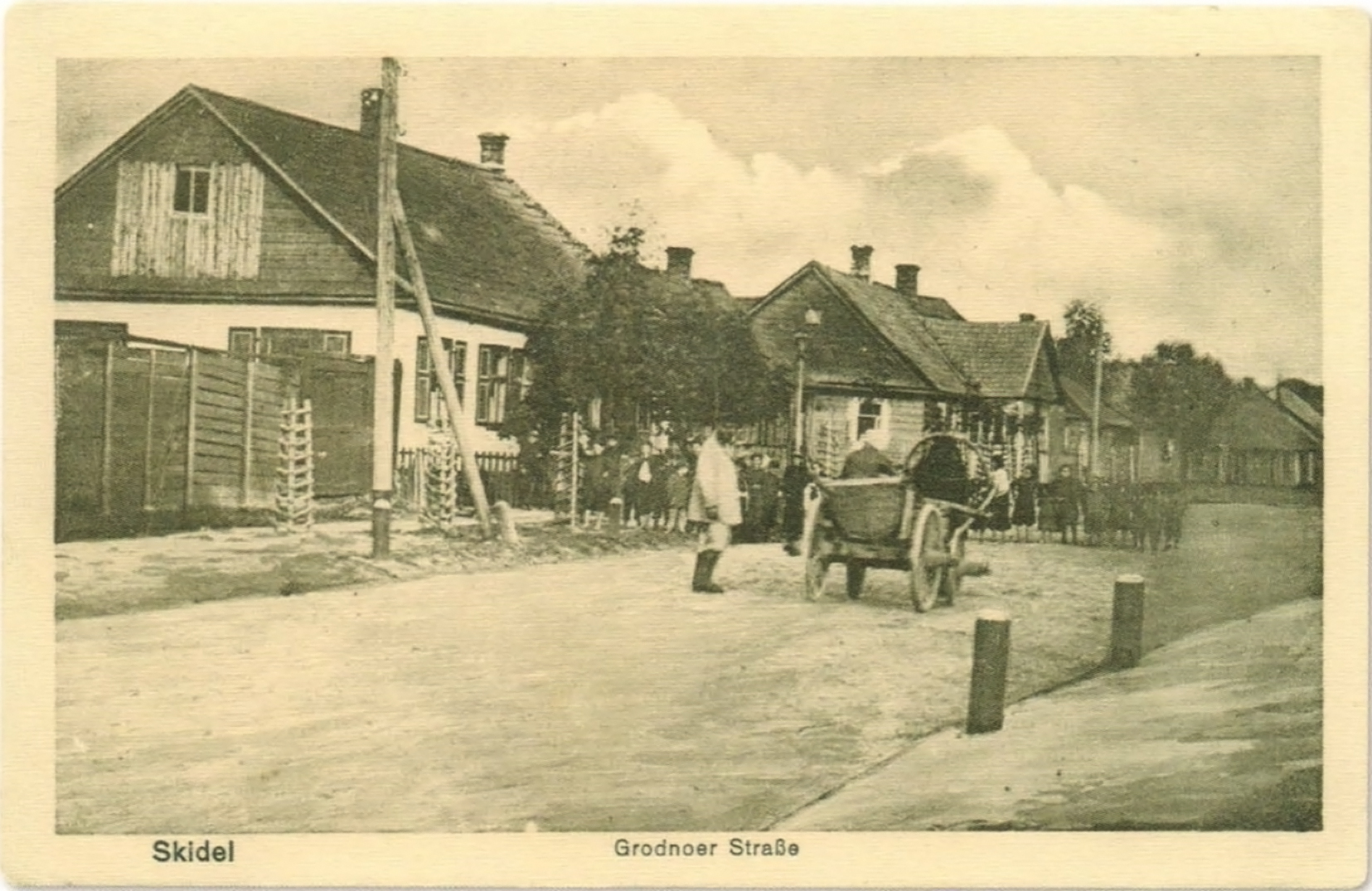
Ulica Grodzieńska w 1916
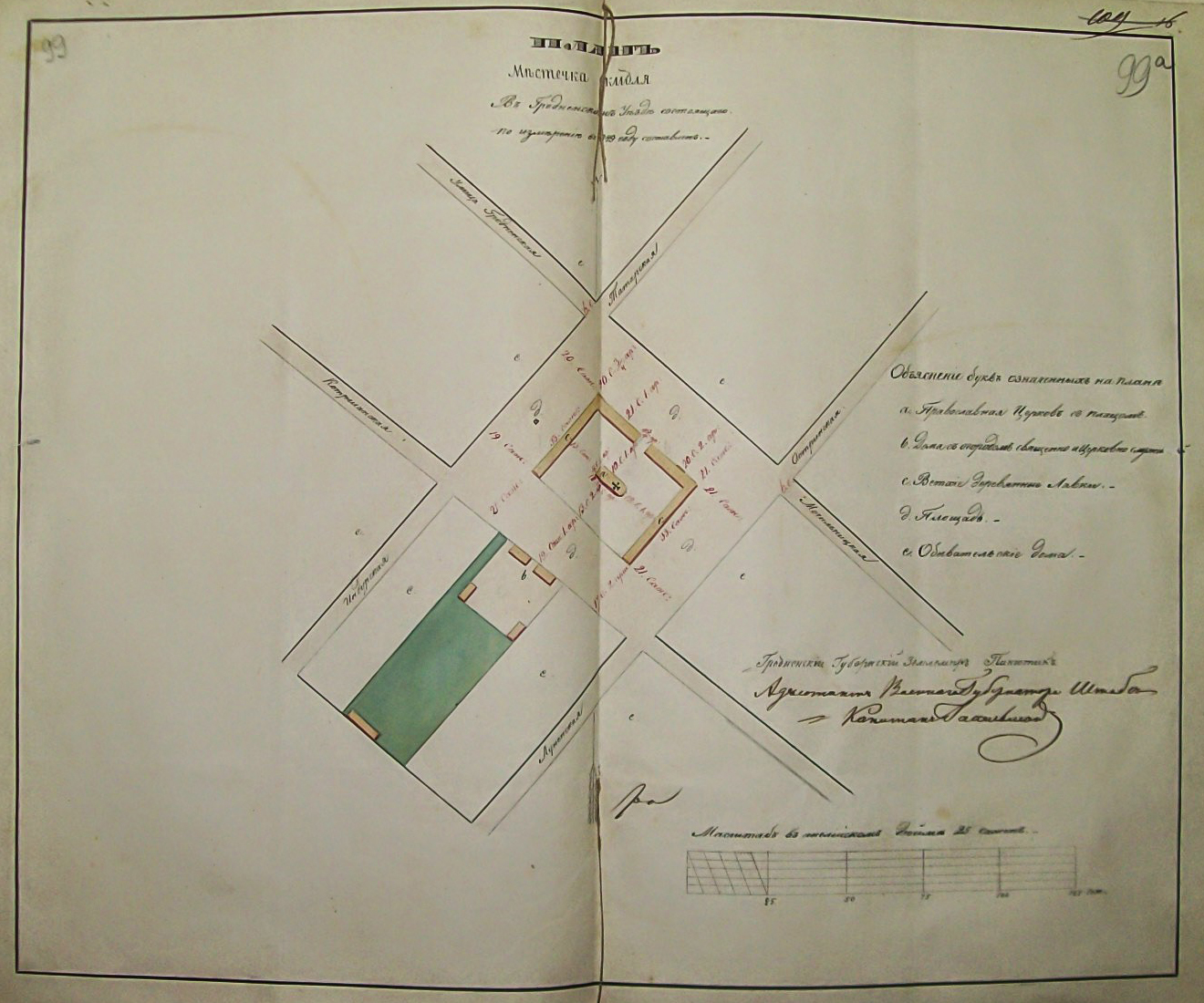
Plan z 1853 r.
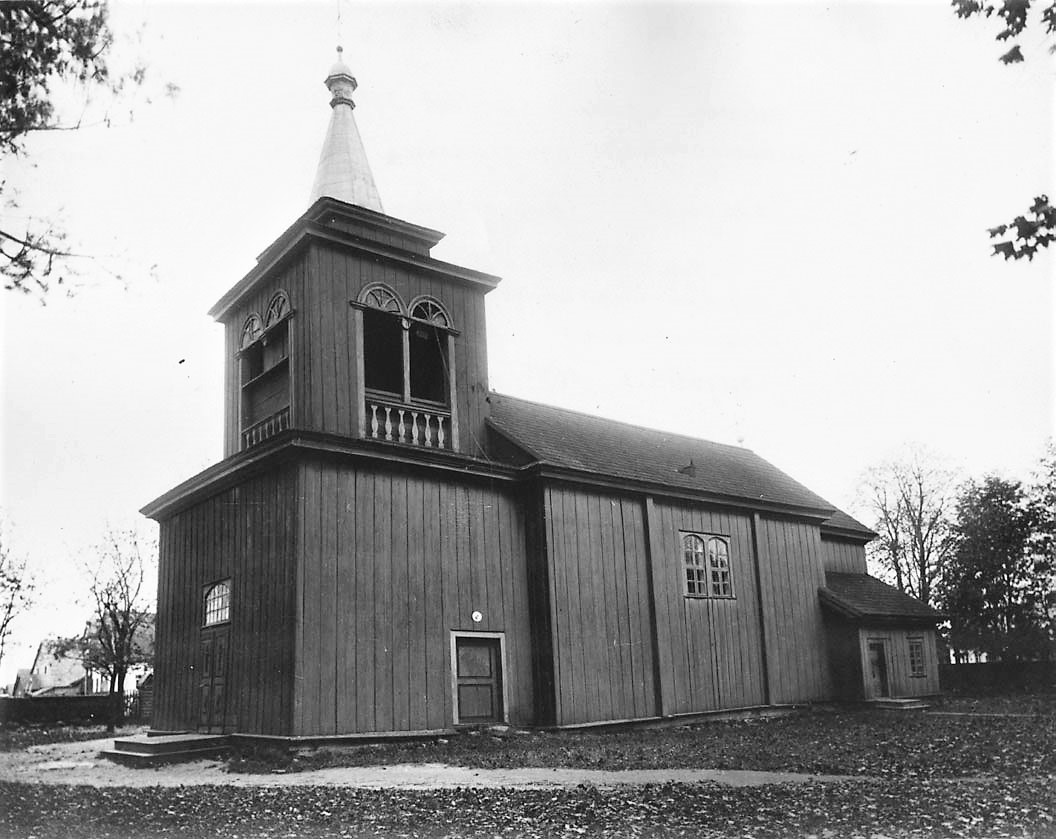
Cerkiew Opieki Matki Bożej w 1897 (spłonęła w 1941)

## Zabytki
- Kaplica grobowa z 1870 roku w stylu neogotyckim – nazywana „kościołem książęcym”. Poświęcona została pw. Wniebowzięcia Najświętszej Maryi Panny i jako kaplica dołączona do parafii Kaszubińce. Jest to prostokątna w planie świątynia z pięcioboczną apsydą i zakrystią. Wejście główne flankowane jest dwoma okrągłymi wieżami-dzwonnicami. Kościół nakryty dwuspadowym blaszanym dachem. Wnętrze świątyni przykryte sklepieniem gwiaździstym w stylu neogotyckim. W ołtarzu głównym mieści się tytułowy obraz Wniebowzięcia NMP, namalowany w 1991 r.
- Dworzec kolejowy w stylu dworkowym z lat 20. XX wieku
- Założenie dworskie Czetwertyńskich z parkiem, bramą, dwoma kanałami, alejami lipowymi i kasztanowymi – północno-wschodnia część miasta (Staryj Park)

## Galeria

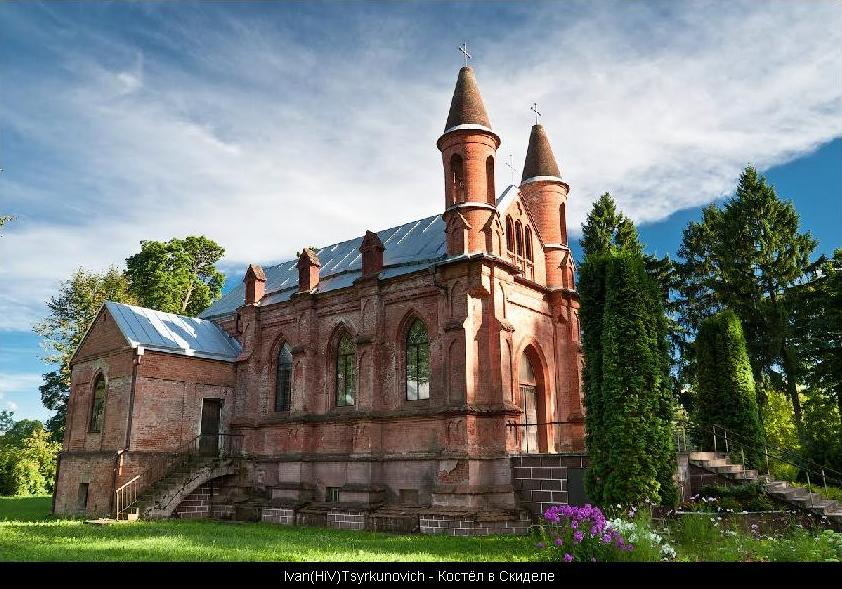
Kościół – dawna kaplica grobowa książąt
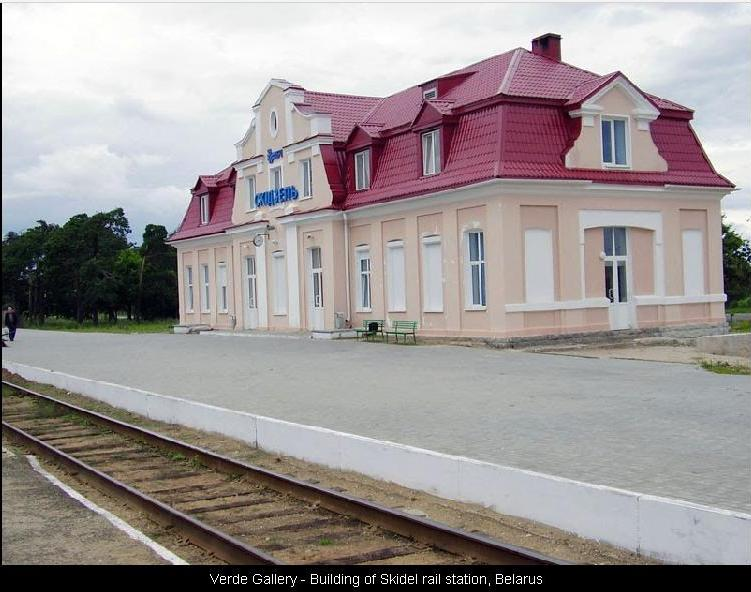
Dworzec kolejowy
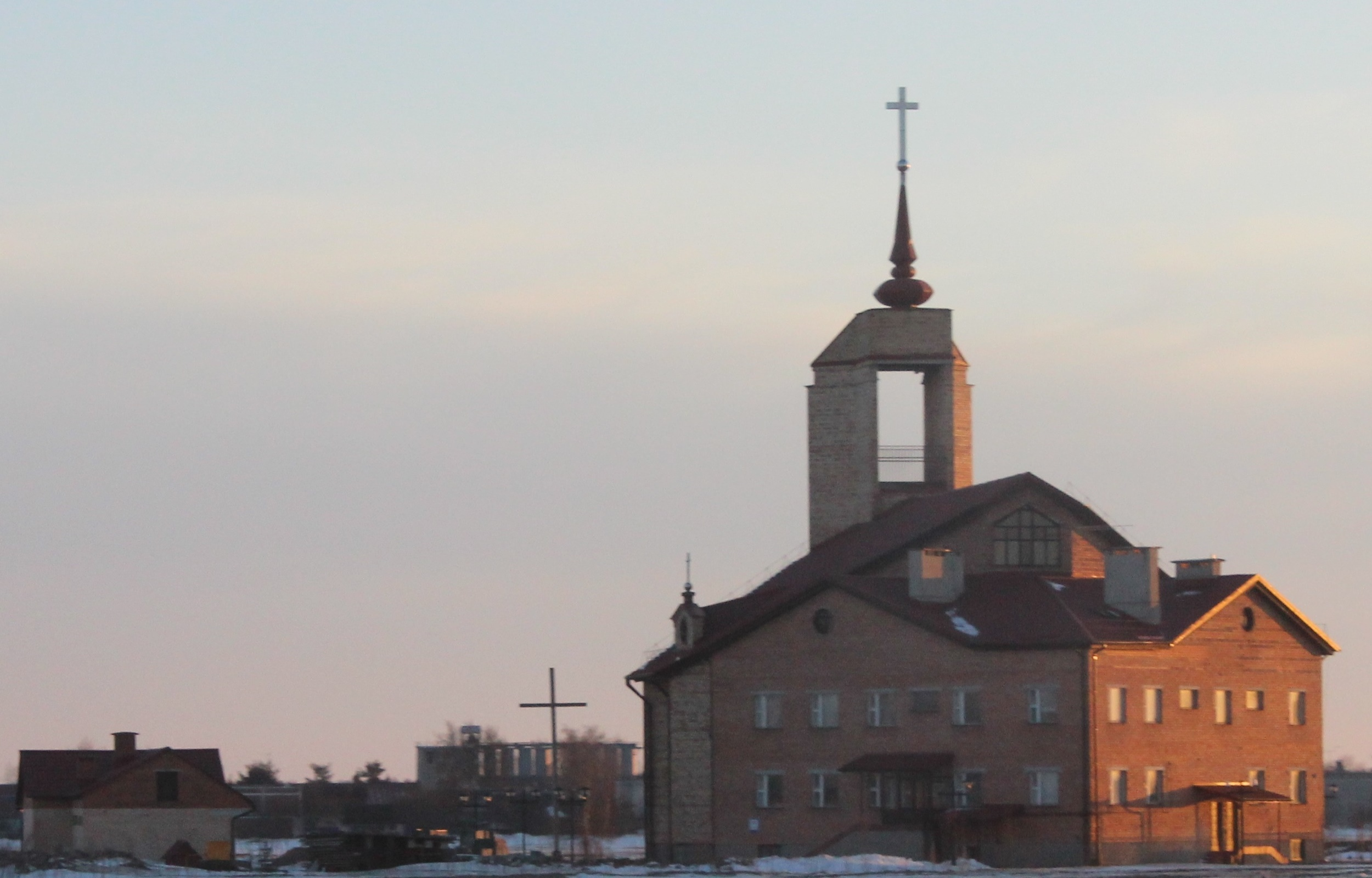
Kościół św. Józefa
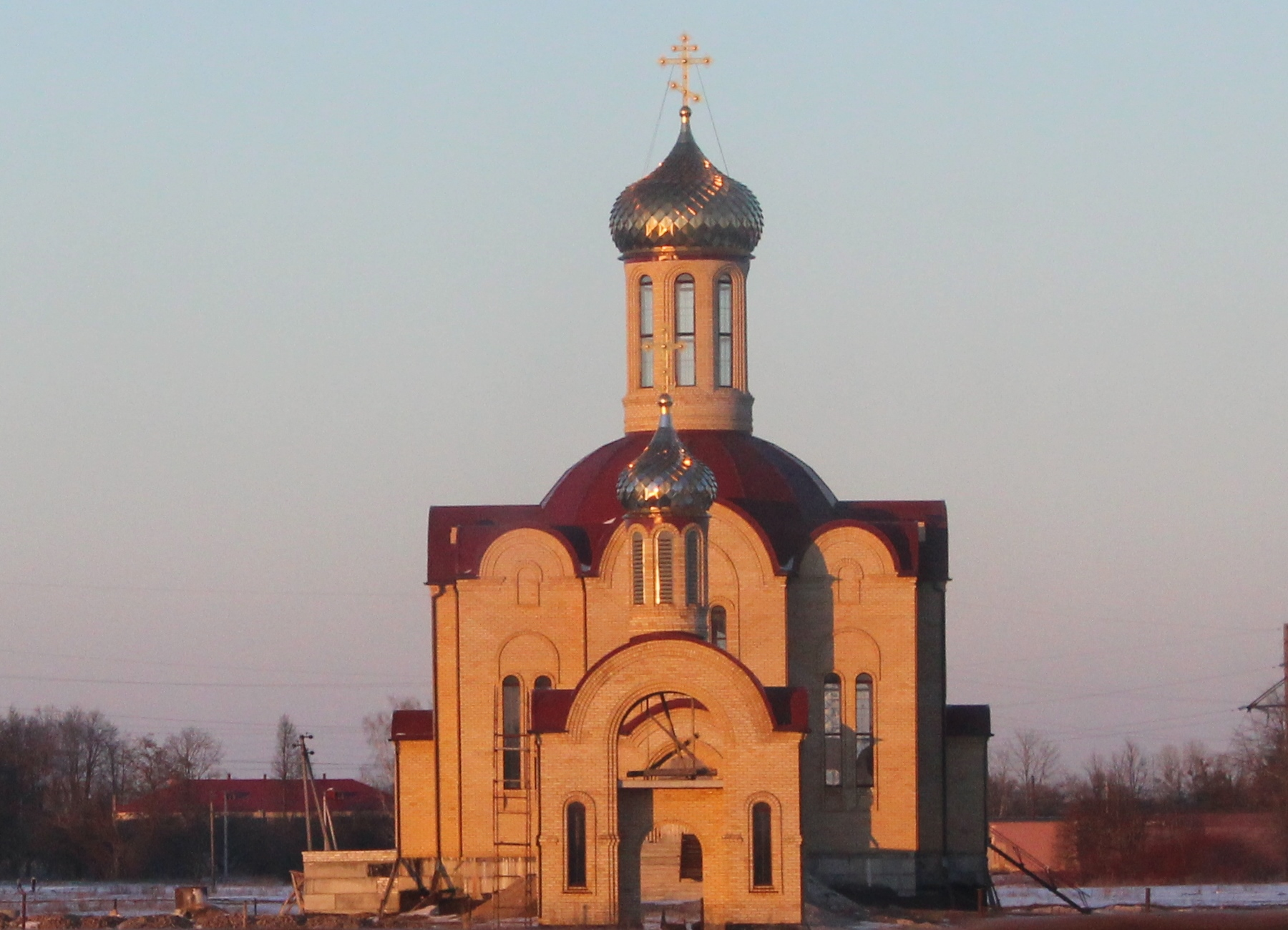
Cerkiew Świętych Nowomęczenników i Wyznawców Ziemi Białoruskiej